# MASkargo
Malaysia Airlines Kargo
Delivering Your Trust
MASkargo (stylisé maskargo) est une compagnie aérienne cargo dont le siège se situe au Centre de fret avancé (Advanced Cargo Centre - ACC) dans l’enceinte de l’aéroport international de Kuala Lumpur (KLIA), dans le district de Sepang, Selangor, en Malaisie. Il s’agit de la division cargo de sa société mère, Malaysia Airlines (MAS), qui assure des services de fret aérien réguliers et affrétés, ainsi que des services de logistique intermodale via le transport terrestre entre aéroports et ports maritimes.

## Historique

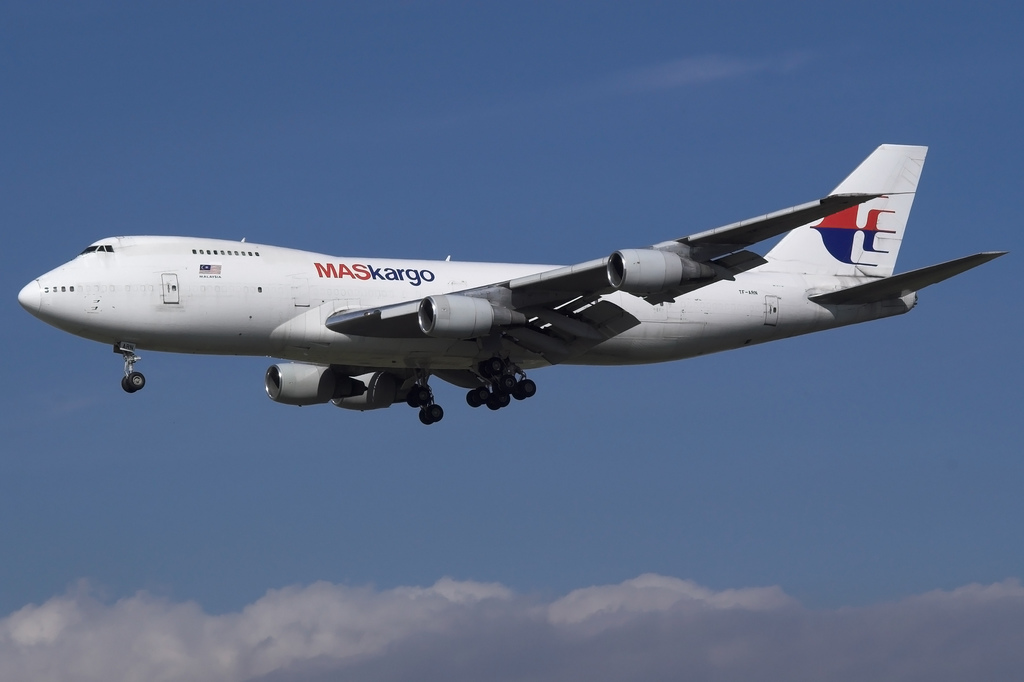
Boeing 747-200F de MASkargo.

Malaysia Airlines Cargo fut créée comme une unité opérationnelle de fret au sein de Malaysia Airlines en 1972. Le 15 avril 1997, elle devient une entité séparée sous le nom de MASkargo, enregistrée comme Malaysia Airlines Cargo Sdn. Bhd. En 2001, elle devient une filiale entièrement détenue par Malaysia Airlines.
MASkargo devient opérationnelle le 1er juillet 1997 avec une flotte initiale composée de quatre Boeing 747-200F.

## Destinations
MASkargo dessert plus de 20 destinations à travers le monde, notamment en Asie, au Moyen-Orient, en Europe et en Australie. Ces destinations évoluent selon la demande du marché du fret.

## Flotte
En date d’avril 2024, la flotte de MASkargo se compose des appareils suivants :
| Appareil         | En service | Capacité de charge | Remarques                  |
| ---------------- | ---------- | ------------------ | -------------------------- |
| Airbus A330-200F | 3          | ≈ 65 tonnes        | Principal appareil utilisé |

La compagnie utilise également la capacité en soute des avions passagers de Malaysia Airlines pour certaines opérations de fret.

## Services
MASkargo propose plusieurs services spécialisés :
- i-Port : service logistique intégrée reliant fret aérien et maritime à travers le port de Klang[6].
- Animal Hotel : centre de transit pour animaux vivants à l'aéroport de Kuala Lumpur, certifié IATA LAR[7].
- Perishable Centre : installation à température contrôlée dédiée aux produits périssables[8].
- Priority Business Services (PBS) : pour les envois urgents ou sensibles[9].
- Mail Express Services (MES) : gestion rapide du courrier et des petits colis, incluant les flux e-commerce[10].
- Freighter Services : vols réguliers et affrétés assurés par la flotte dédiée[11].
- Belly Space Management : utilisation de l’espace soute dans les avions passagers de Malaysia Airlines[4].

## Identité visuelle
Le logo de MASkargo reprend les couleurs et la typographie de Malaysia Airlines, avec le mot « cargo » en rouge pour marquer sa spécialisation.